# Martha & the Muffins
Martha & the Muffins is een Canadese band die in de jaren 1970 en 1980 hun grootste successen boekte. Stilistisch gezien is de groep te vinden op het gebied van synthpop, rock en new wave. Haar grootste hit in de hitparade met #10 in de Britse hitparade was het nummer Echo Beach in 1980.

## Geschiedenis
De band kwam in 1977 samen toen Martha Johnson (geboren 18 december 1950 in Toronto), Mark Gane, David Millar, Carl Finkle, Tim Gane en Martha Ladly elkaar ontmoetten en samen begonnen te spelen op shows in Toronto. Hoewel er twee Martha's in de band waren, was zangeres Martha Johnson de naamgenoot van de band. Millar verliet de band binnen het eerste jaar. In 1978 brachten ze hun eerste onafhankelijke single Insect Love uit, waarmee ze meteen een contract kregen bij Virgin Records (nu onderdeel van EMI). Het jaar daarop verscheen haar debuutalbum Metro Music, waarop een internationale hit stond met Echo Beach. In hetzelfde jaar kwam saxofonist Andy Haas bij de band en werd drummer Tim Gane vervangen door Nick Kent.
In 1980 kwam het tweede album Trance and Dance uit, dat niet erg succesvol was en geen hit meer bevatte. Martha Ladly verliet de band, Tim Gane keerde terug als drummer. In 1981 werd Carl Finkle vervangen door Jocelyne Lanois, de zus van muziekproducent Daniel Lanois. Daniel Lanois produceerde ook het nieuwe album This is the Ice Age. De twee nummers Women Around the World at Work en Swimming ontwikkelden zich tot pakkende deuntjes die vaak op de radio werden gespeeld. Het album Danseparc uit 1982 werd opnieuw geproduceerd door Daniel Lanois. Haas en Tim Gane verlieten de band en Gane werd vervangen door Dick Smith. Gedurende deze tijd werd de naam van de band officieel veranderd in M + M, hoewel de albumhoes zowel "M + M" als "Martha and the Muffins" bevatte. Het album lukte niet en in 1983 viel de band uit elkaar. Martha Ladly verhuisde naar Engeland, waar ze op de achtergrond van de Associates werkte. Later zong ze in de begeleidingsband van Robert Palmer. Jocelyne Lanois verscheen in 1989 opnieuw als lid van de band Crash Vegas in de Canadese hitlijsten. Ladly is een ontwerpinstructeur aan het Ontario College of Art and Design.
Martha Johnson en Mark Gane bleven samen spelen onder de naam "M + M". In 1984 brachten ze het album Mystery Walk uit als duo, dat op zijn beurt werd geproduceerd door Daniel Lanois en hun het grootste succes in die jaren bezorgde met Black Stations/White Stations, een antiracisme-anthem. Dit nummer werd een groot succes in Canada. Hij bestormde de dance-hitlijsten in de Verenigde Staten, maar werd nog steeds verboden door veel radiostations. Cooling the Medium, de tweede single van het album, was ook succesvol in Canada. In 1985 gingen Johnson en Gane naar Bath, Engeland om samen te werken met producent David Lord. Dit resulteerde in het album The World Is a Ball, dat echter slecht verkocht werd en het duo terugkeerde naar Canada.
Daarna was het stil tot 1992, toen ze de naam Martha & the Muffins voor het album Modern Lullaby nieuw leven inblíezen - maar niet de oorspronkelijke band. Dit album was ook slechts een matig succes en Johnson en Gane concentreerden zich op andere projecten en als duo hebben ze sinds 1998 geen nieuw materiaal meer uitgebracht, afgezien van een bonussingle op een verzamelalbum. In 2003 moest Martha & the Muffins herenigd worden. In 2005 speelden ze verschillende concerten in Toronto, waaronder een gezamenlijk optreden met de herenigde Parachute Club, die destijds ook door Lanois werd geproduceerd. In een persbericht over de hereniging zei Johnson dat de band nieuw materiaal zou opnemen, dat nog niet is gerealiseerd.

## Discografie

### Albums
- 1979: Metro Music
- 1980: Trance and Dance
- 1981: This Is the Ice Age
- 1983: Danseparc
- 1984: Mystery Walk
- 1985: The World Is a Ball
- 1987: Far Away in Time (compilatie)
- 1992: Modern Lullaby
- 1998: Then Again: A Retrospective
- 2010: Delicate

### Singles
- 1980: Echo Beach
- 1980: Paint By Number Heart
- 1981: Women Around the World at Work
- 1982: Swimming
- 1982: Danseparc (Everyday It’s Tomorrow)
- 1984: Black Stations/White Stations
- 1984: Cooling the Medium
- 1986: Song in My Head